# Premio Oswald Veblen per la geometria
Il premio Oswald Veblen per la geometria è un premio consegnato dall'American Mathematical Society ogni tre anni per importanti risultati nei campi della geometria e della topologia. Il premio è stato istituito in memoria di Oswald Veblen, matematico statunitense.

## Lista dei premiati
- 1964 Christos Papakyriakopoulos
- 1964 Raoul Bott
- 1966 Stephen Smale
- 1966 Morton Brown e Barry Mazur
- 1971 Robion Kirby
- 1971 Dennis P. Sullivan
- 1976 William Thurston
- 1976 James Harris Simons
- 1981 Michail Leonidovič Gromov
- 1981 Shing-Tung Yau
- 1986 Michael Freedman
- 1991 Andrew Casson e Clifford Taubes
- 1996 Richard Hamilton e Gang Tian
- 2001 Jeff Cheeger, Yakov Eliashberg e  Michael J. Hopkins
- 2004 David Gabai
- 2007 Peter Kronheimer, Tomasz Mrowka, Peter Ozsváth e Zoltán Szabó
- 2010 Tobias Colding, William Minicozzi II e Paul Seidel
- 2013 Ian Agol e Daniel Wise
- 2016 Fernando Codá Marques e André Neves